# 三苄胺
三苄胺是一种有机化合物，化学式为C21H21N。它可由苯甲醇和苄胺在催化下反应制得。

## 反应
三苄胺和亚硝酸钠、四氯化锡在二氯甲烷中反应，可以得到三苄基氧化𰽟。
它和间氯过氧苯甲酸反应，可以得到N-氧化三苄胺。